# 盧米納鄉 (康斯坦察縣)
44°17′0″N 28°34′0″E / 44.28333°N 28.56667°E
盧米納鄉（羅馬尼亞語：Comuna Lumina, Constanța），是羅馬尼亞的鄉份，位於該國西南部，由康斯坦察縣負責管轄，面積45平方公里，海拔高度61米，2007年人口8,701，人口密度每平方公里194人。